# Historický vývoj českých měst
Historický vývoj českých měst zahrnuje dějiny českých měst od vrcholného středověku, kdy byla založena většina význanmějších měst, až do současnosti.
I když určité prvky města vykazovala i některá starší sídliště, skutečná středověká města nadaná městskými právy (privilegii) byla zakládána až od 13. století. Dělila se především na zpravidla významnější královská města zakládaná panovníkem a poddanská města zakládaná ostatními aktéry (vrchností). Hospodářský význam měst následoval v době husitství význam politický, což značilo přechod od feudalismu ke stavovské společnosti. K rozvoji měst přispěl i Kutnohorský náboženský mír (1485), po kterém došlo ke stavovským rozepřím mezi městy a šlechtou ukončené Svatováclavskou smlouvou roku 1517. Porážka stavovského odboje roku 1547 předznamenala úpadek významu měst završený porážkou stavovského povstání na Bílé hoře roku 1620. Tím skončila zlatá doba měst českých, jak období 15.–16. století nazval Zikmund Winter.
Po období absolutismu získala města nový význam v 19. století v důsledku průmyslové revoluce. Proces urbanizace pokračuje i ve 20. století, kdy již ve městech bydlí většina obyvatelstva a růstem největších měst vznikají velkoměsta. Nejmladší nové české město je Havířov založený roku 1955, místo zakládání měst dochází zejména k suburbanizaci, rozvoji sídlišť a satelitních měst na městské periferii.

## Vznik měst ve 13. století
Vznik měst v českých zemích je svázán s vrcholně středověkou transformací, zde probíhající ve 12. a 13. století. Z právního hlediska vznikla nejstarší města ve 13. století, ale dlouhodobě se diskutuje o vztahu tzv. raně středověkých (městských) aglomerací k vrcholně středověkým městům, protože bylo prokázáno, že tato centrální sídliště (většinou v blízkosti knížecích hradů) plnila některé z funkcí typických pro středověká města.[zdroj?] Příkladem takovéto aglomerace jsou Hradec Králové, Litoměřice, Brno, Žatec, Chrudim, Břeclav, Olomouc nebo Stará Plzeň. Je zřejmé, že právě na místech většiny těchto aglomerací vznikala významná vrcholně středověká města.[zdroj?] Dalším typem lokality, který mohl nabírat některé centralizační funkce v raném středověku a mohl do určité míry suplovat funkci města, byly tzv. tržní osady. Uvažuje se o návaznosti spíše městeček a poddanských měst na tuto raně středověkou formu.
Ve 13. století došlo i ve středoevropském prostoru k tzv. vnější kolonizaci (v historickém bádání také velká východní kolonizace apod.), jejíž součástí se stalo zakládání měst, která byla vybavena souborem práv, která svým obyvatelům poskytovala relativně privilegované sociální postavení a komunitě dávala právní a správní privilegia. Tato práva se nejčastěji označují jako městské právo, v českém prostoru se uplatňují nejvíce magdeburské městské právo a okruh jihoněmeckého práva.
České institucionální středověké město vznikalo tzv. lokací, která především zaručovala přísun obyvatelstva, vyměření a parcelaci plochy města a zbudování některých pro chod města nutných institucí (rychtářský úřad, masné krámy, mlýn apod.). O tomto počinu, prováděném na zakázku buď panovníka, o něco později i církevních institucí a v českých zemích až relativně pozdě a váhavě i šlechtou, informují tzv. zakládací listiny. Nejstarší přímo jmenovanou královskou městskou lokací je moravský Uničov roku 1213, kolem tohoto roku proběhla první vlna zakládání měst (Bruntál, Opava, Znojmo, Jemnice, Hodonín, Hradec Králové a snad Litoměřice).
Bruntál, který byl dle historických pramenů založen kolem roku 1213, je dle písemných zmínek z institucionálního hlediska nejstarším městem České republiky. Město Bruntál je zmiňováno v tzv. Uničovské listině krále Přemysla Otakara I. z roku 1223. V této listině král povoluje Uničovu, aby se řídilo magdeburským městským právem a dodává "quas habent cives nostri de Froudenthal", což znamená: „které mají naši měšťané z Bruntálu“. Z toho je usuzováno, že Bruntál byl založen dříve než samotný Uničov a jednalo se tak o vůbec první osadu s magdeburským městským právem v českých zemích.
Největší rozmach zakládání městských útvarů se vztahuje k vládě Přemysla Otakara II., který založil řadu měst nejen v Čechách a na Moravě, ale i na území dnešního Rakouska a Horní Lužice (např. Žitava). Do konce 13. století tak byla vytvořena základní síť větších (především královských) měst a v pozdější době docházelo především k povyšovaní vsí na poddanská města a městečka.
Již od 19. století se v české historiografii řeší otázka podílu německých lokátorů na organizaci těchto měst a následný podíl německého obyvatelstva v nich. O vysokém podílu německého obyvatelstva mezi měšťany se uvažuje především u hornických měst (Kutná Hora, Jihlava, Příbram), kde bylo třeba specialistů.

## Vývoj měst do husitských válek
Do konce 14. století vzniklo na českém území přibližně 50 královských měst. Nejlidnatějším městem bylo samozřejmě pražské souměstí (předpokládá se 40 000 obyvatel), dále svým postavením v celém středoevropském prostoru výjimečná Kutná Hora (snad 8 000 obyvatel) a Brno (8 000 obyvatel). Mezi hustěji osídlená královská města (mezi 3 500 a 5 400 obyvateli) patřil Cheb, Hradec Králové, Plzeň a České Budějovice.
Mnohem více v té době existovalo poddanských měst a městeček, historici odhadují asi 1 400 těchto menších lokalit, kde nejčastěji žilo asi okolo 300 obyvatel. I z těchto důvodů nemohla ekonomicky královským městům konkurovat. Celkově v městech a městečkách mohlo žít asi 13 % veškeré populace, tj. mezi 330 000 a 400 000 lidí (odhady jednotlivých historiků se liší).
Pouze u šesti z královských měst se před husitskou epochou předpokládá vytvoření elitní a ekonomicky i statusově silné vrstvy patriciátu (pražské souměstí, Kutná Hora, Jihlava, Cheb, Brno a Olomouc). U ostatních královských i poddanských měst se počítá se sociálně spíše jednotnější vrstvou řemeslníků a obchodníků. Tito řemeslníci se již v této době začali organizovat do cechů a jejich výrobky směřovaly především na místní trh.
K určitým změnám došlo i v správním zřízení měst. Jestliže byl obvykle v zakládacích listinách vymezen úřad rychtáře, který zastupoval jak obec, tak i bránil práva vrchnosti a měl na město z této pozice dohlížet, tak během 14. století začala postava rychtáře co do důležitosti ustupovat radě konšelů. Rada konšelů se obvykle skládala z předních představitelů z řad měšťanů a byla dosazována buď vrchností či nejvyšším podkomořím, často byli ovšem kandidáti, z kterých probíhal výběr, vybráni městem. Během 14. století se vlivu nabýval další orgán, tzv. velká obec, především skrze obecní starší, kteří měli kontrolovat činnost konšelů.

## Vývoj měst mezi 1526 a 1620
V 16. století existovalo v českých zemích 41 královských měst a asi 700 poddanských měst a městeček. V pořád největší Praze žilo asi 30 000 obyvatel na počátku století, na konci v souvislosti s přenesením císařského sídla asi 60 000. Mezi další velká města patřili Jáchymov, Kutná Hora, Jihlava, Olomouc, Hradec Králové, Žatec, Klatovy, Tábor a Cheb. V těch žilo v průměru 5 až 8 000 obyvatel. V městech žilo celkově asi 20 až 25 % populace království.
V této době došlo k zakládání dalších měst a to především v hornických oblastech v Krušnohoří a v blízkém Slavkovském lese (Boží Dar, Hora Svatého Šebestiána atd.), o něco slabší urbanizace proběhla i v horských oblastech v Jizerských horách, Krkonoších a Jesenících. Největšího rozkvětu dosáhl Jáchymov, založený roku 1516 rodem Šliků za pomoci zahraničního kapitálu, který se v první polovině 16. století stalo po pražském souměstí druhým největším městem v českých zemích.
Zatímco královská města v podstatě ekonomicky stagnovala, nové způsoby výdělku začala využívat poddanská města především v zemědělsky ne tak výhodných oblastech. Vedle soukenictví (např. Frýdlant, Broumov, Rychnov nad Kněžnou, Jindřichův Hradec, ale i královský Tábor, Olomouc, Nový Jičín) se městské obyvatelstvo živilo i plátenictvím taktéž organizovaným v ceších.
Výrazný rozkvět zaznamenala především poddanská města, která se stala sídlem své vrchnosti, tzv. rezidenční města.
Sociální i národností skladbu některých měst výrazně ovlivnily migrace Židů z východu a také z Vídně. Velké židovské čtvrti v té době vznikly v Boskovicích, Mikulově, Třebíči nebo Březnici.